# Quatmannshof

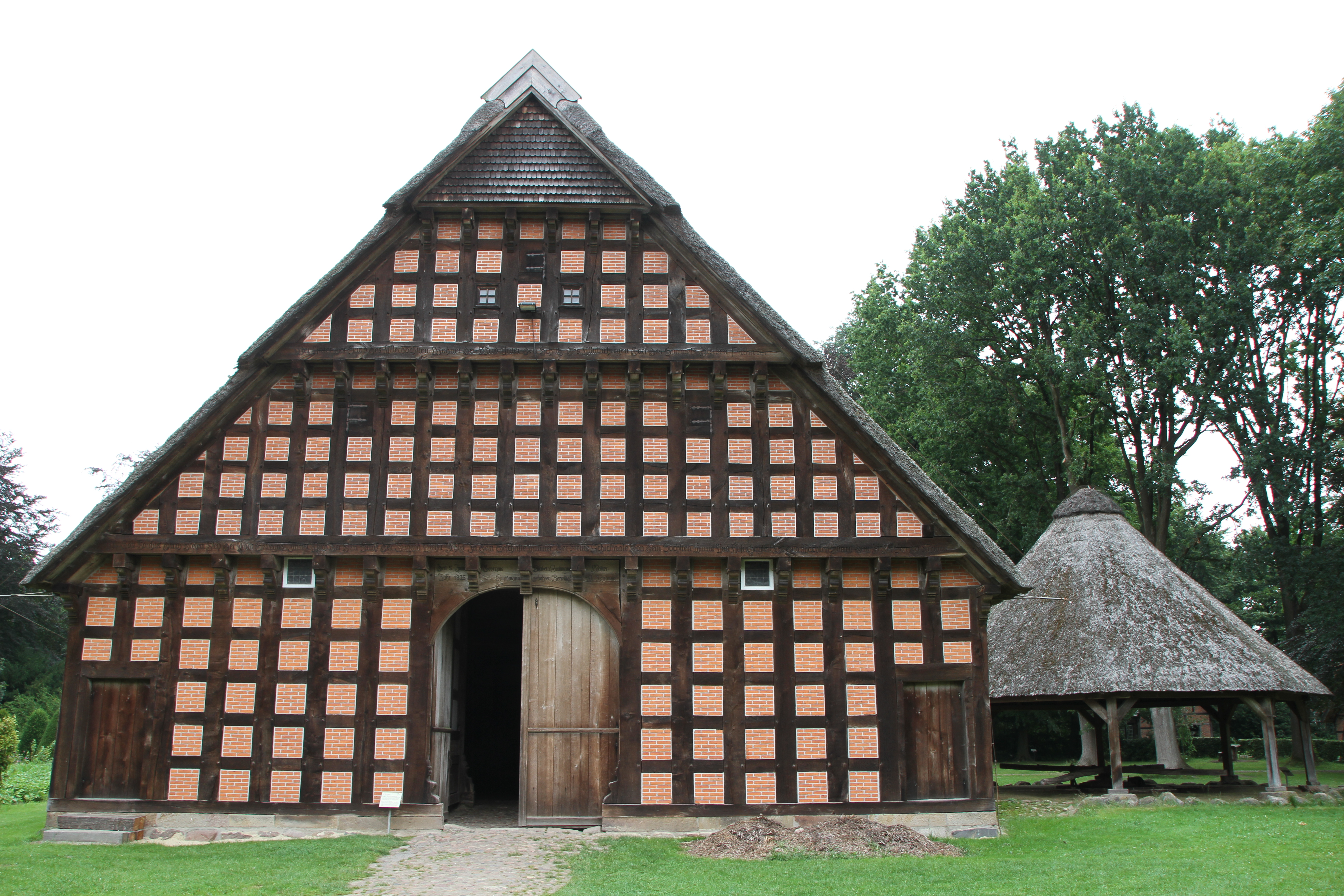
Hauptgebäude des Quatmannshofs im Museumsdorf Cloppenburg

Der Quatmannshof ist ein 1803 bis 1806 in Elsten erbautes Gehöft, das 1935 als erste Hofanlage in das Museumsdorf Cloppenburg transloziert wurde. Es besteht aus einem Hauptgebäude in Form eines Hallenhauses und dazugehörigen Wirtschaftsgebäuden.

## Beschreibung

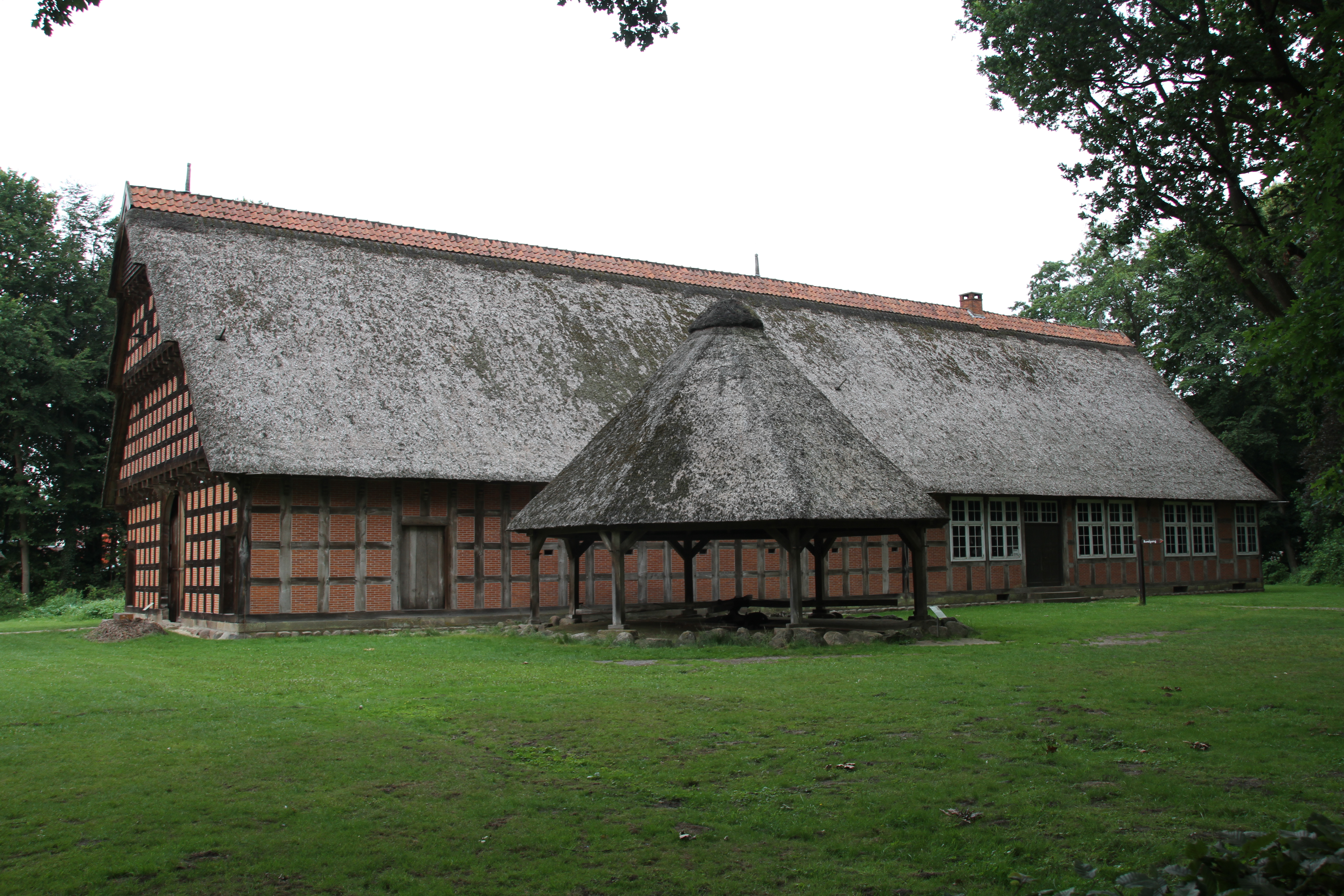
Seitenansicht des Quatmannshofs, davor der Dreschturm mit Göpel

Hauptgebäude des Quatmannshofs ist ein 1806 fertiggestelltes Hallenhaus in der Ausprägung als Zweiständerhaus mit Kübbungen. Es ist 45 Meter lang und über 14 Meter breit. Der Vordergiebel weist eine dreifache Vorkragung auf. Die Außenwände sind mit Backstein ausgefacht. Das 120 m² große Flett als Herdraum ist von der Diele durch eine Wand getrennt. Die beiden Stuben wurden mit Hinterladeröfen beheizt. Nebengebäude sind eine Fruchtscheune von 1777 für Getreide und Heu, eine Viehscheune von 1770, ein Wagenschauer, ein Backhaus, ein Schafstall, ein Speicher und ein Dreschturm mit Göpel. Sie umstehen den Vordergiebel des Haupthauses in rechtwinkliger Anordnung. Die Konzeption weist eine starke Beeinflussung durch die Bautradition des Artlandes auf – als Beispiel sei hier die Wehlburg genannt.
Der Name des Hofs beruht auf seinem Erbauer, dem 1767 geborenen Georg Quatmann. Er begann 1803 mir der Errichtung des Hauptgebäudes als Erbhof. Nach einem Jahr wurden die Arbeiten wegen Unstimmigkeiten zwischen dem Bauherrn und den Zimmerleuten eingestellt und ruhten bis 1805. Das Gebäude wurde 1806 schließlich fertiggestellt.
In der Zeit des Nationalsozialismus wurde das Hauptgebäude von Elsten in das in der Entstehung begriffene Museumsdorf Cloppenburg versetzt, wo es mit den beiden Scheunen zum Kernstück und zum Aushängeschild werden sollte. An der Wiedererrichtung war der Reichsarbeitsdienst beteiligt. Das Richtfest fand 1935 anlässlich der 500-Jahr-Feier der Stadt Cloppenburg statt. Eingeweiht wurde der Quatmannshof 1936 im Rahmen nationalsozialistischer Selbstdarstellung. Gegen Ende des Zweiten Weltkriegs brannte die Hofanlage bei Kriegshandlungen infolge von Artilleriebeschuss ab. Der Wiederaufbau wurde 1962 abgeschlossen.
Auf der Diele des Quatmannshofes war lange Zeit eine durch den Artländer Bildhauer Karl Allöder geschaffene Büste von Heinrich Ottenjann, dem Gründer des Museumsdorfes Cloppenburg, zu sehen.

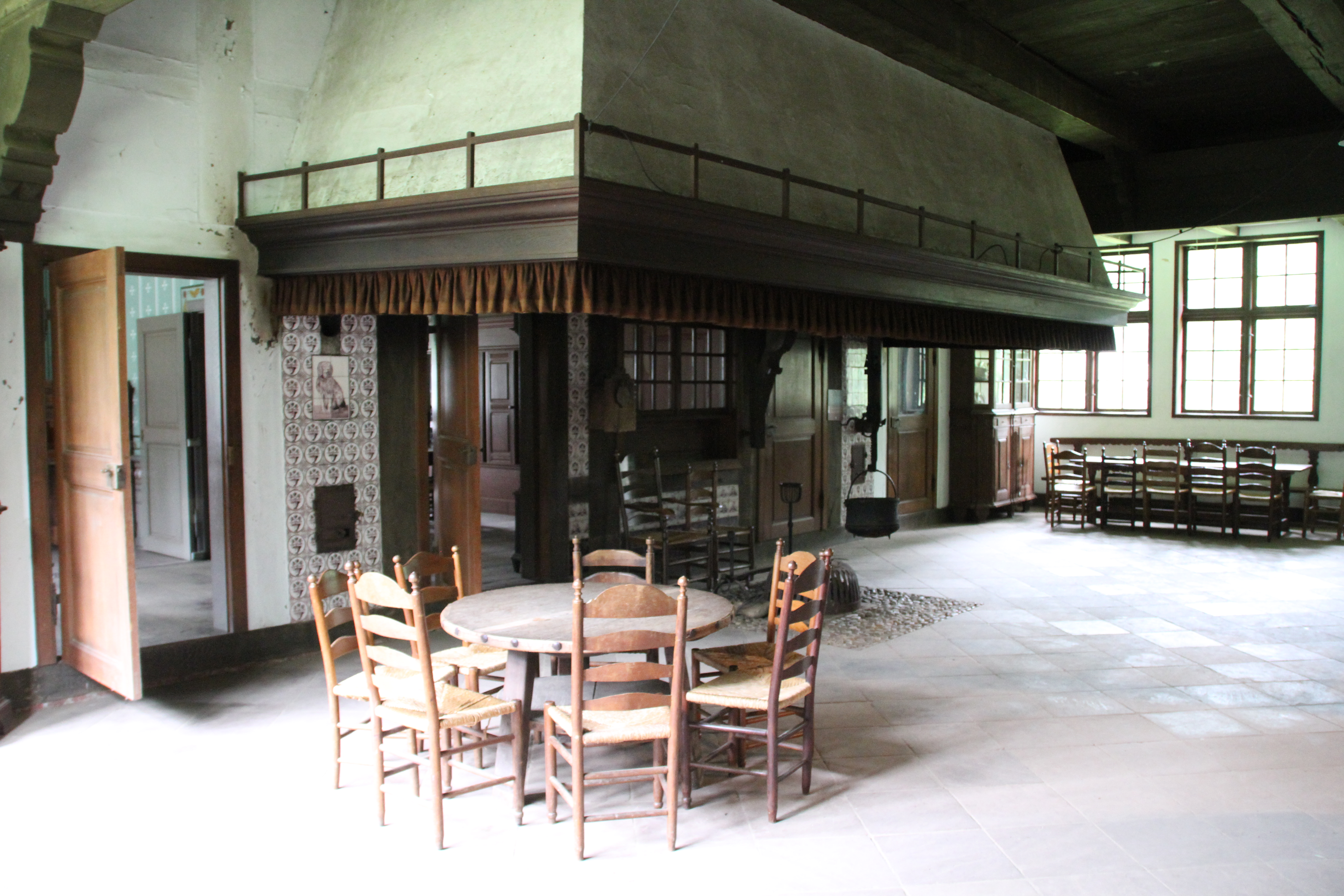
Flett mit Rauchabzug
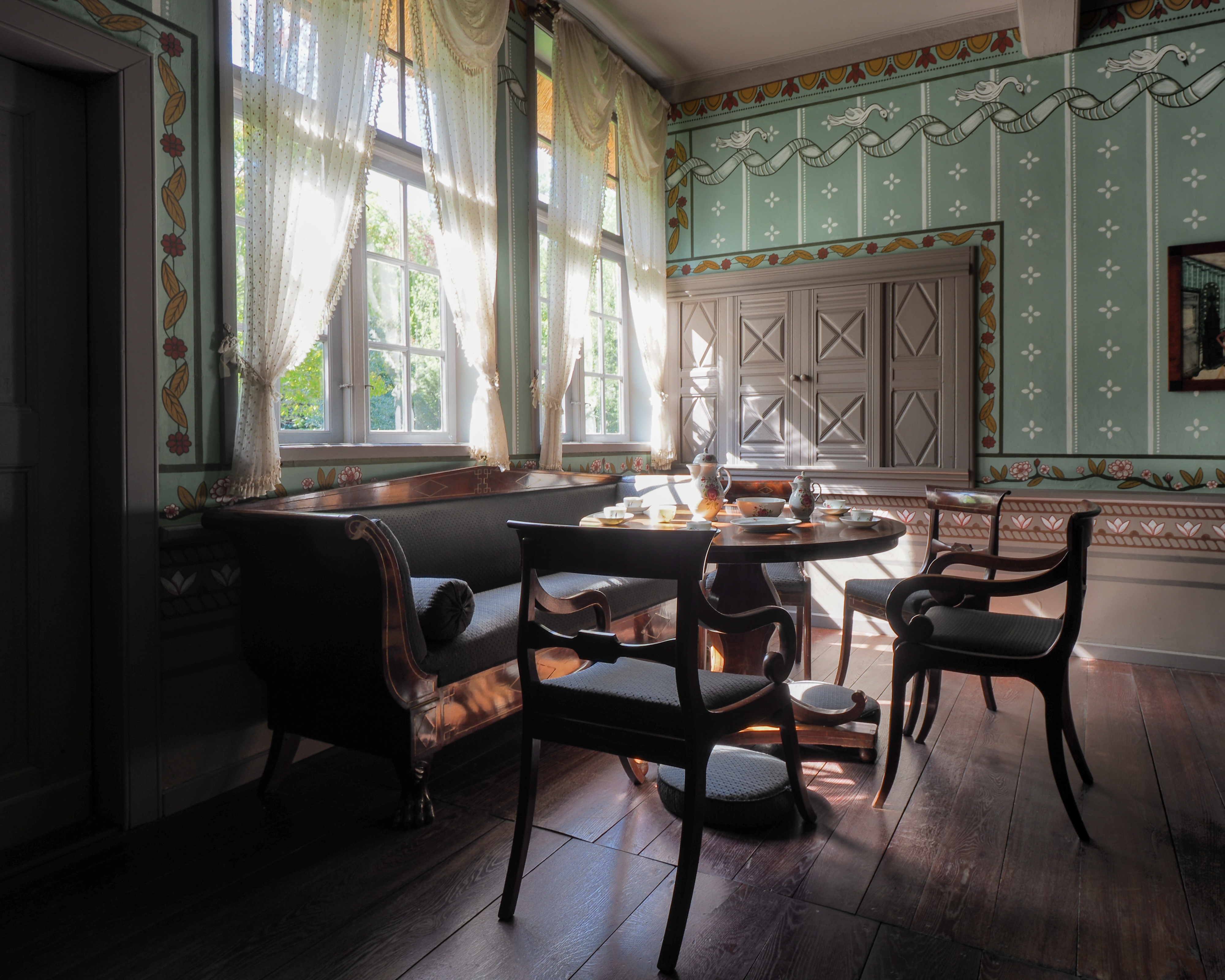
Gute Stube
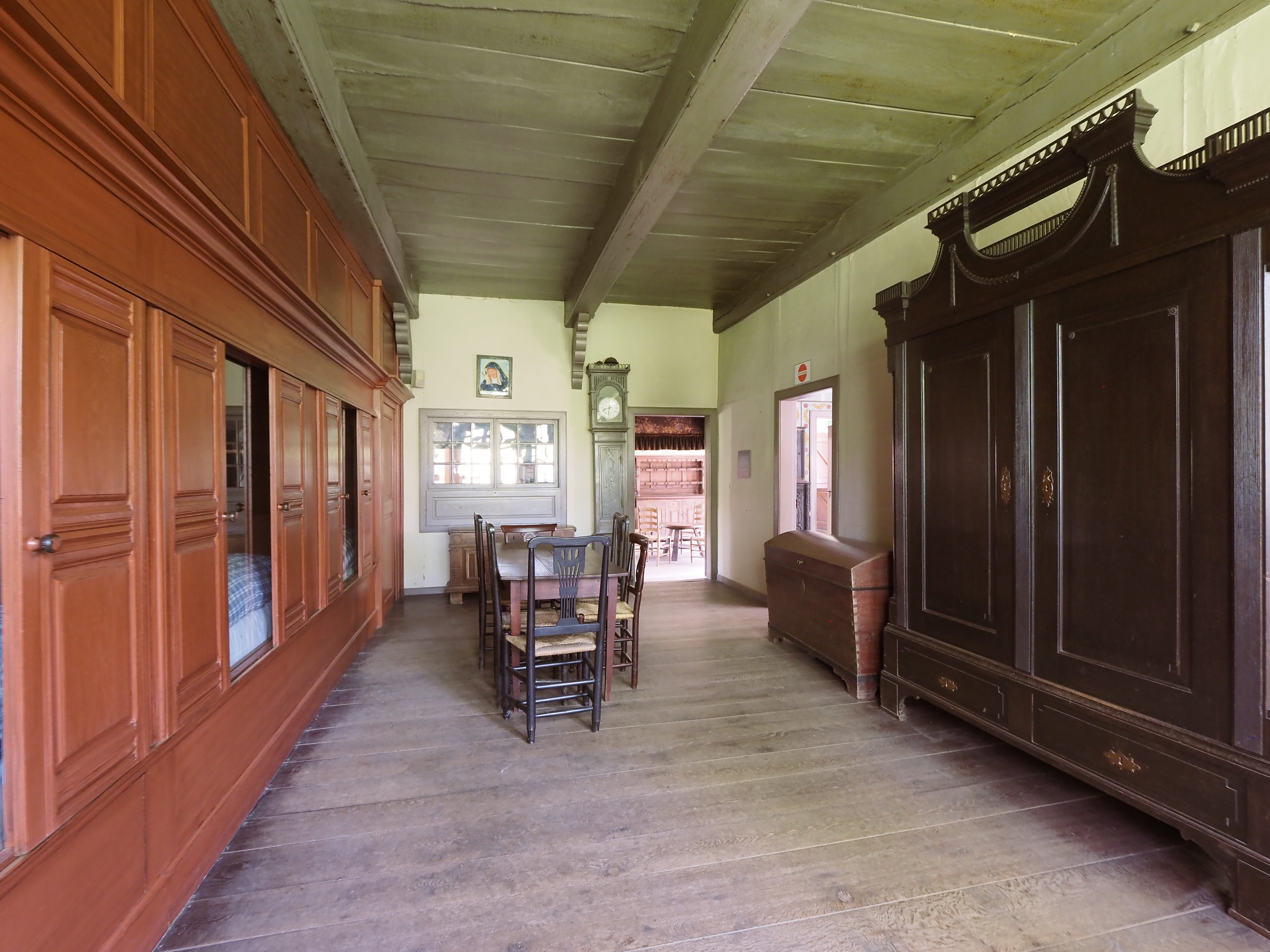
Kammer mit Alkoven
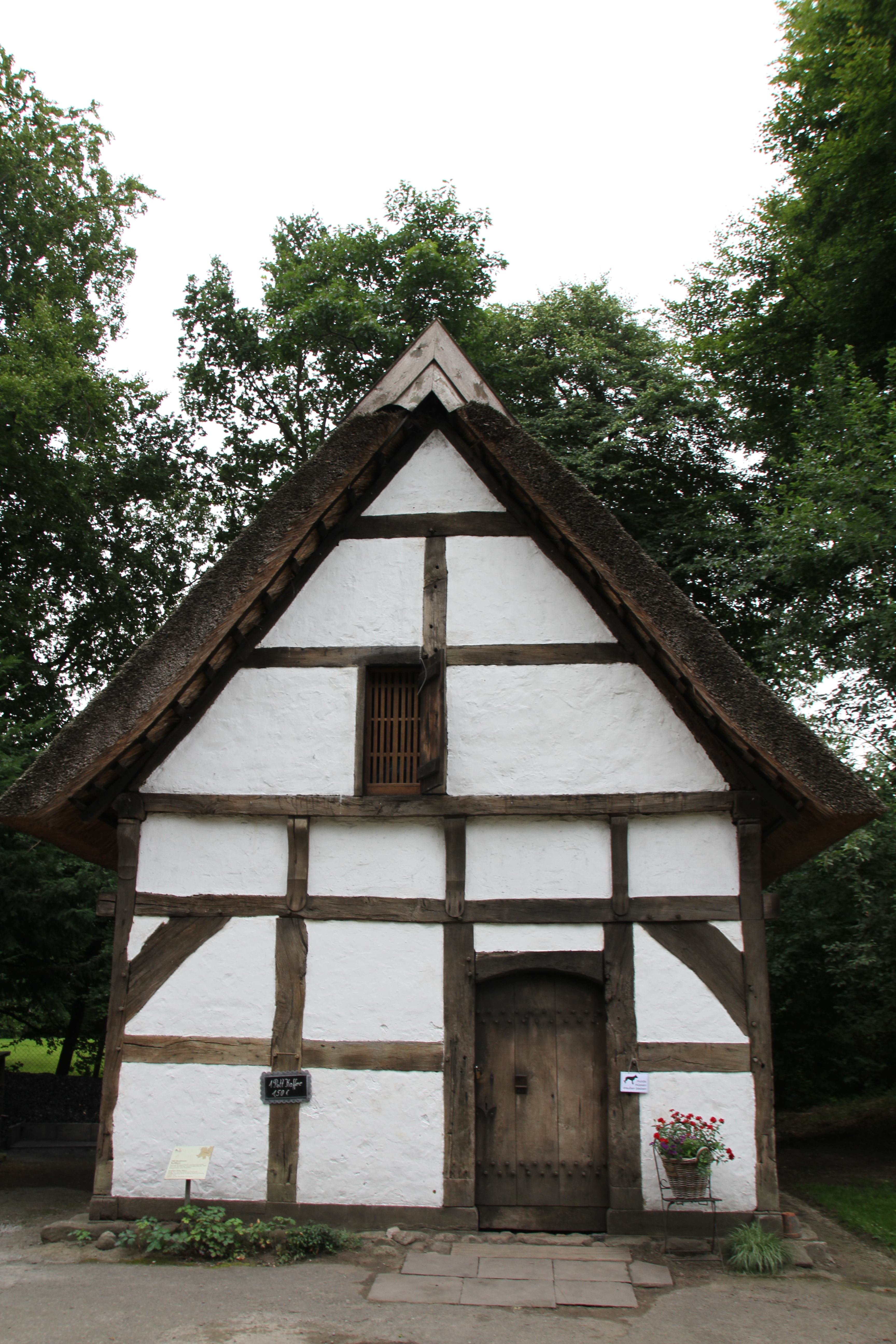
Backhaus
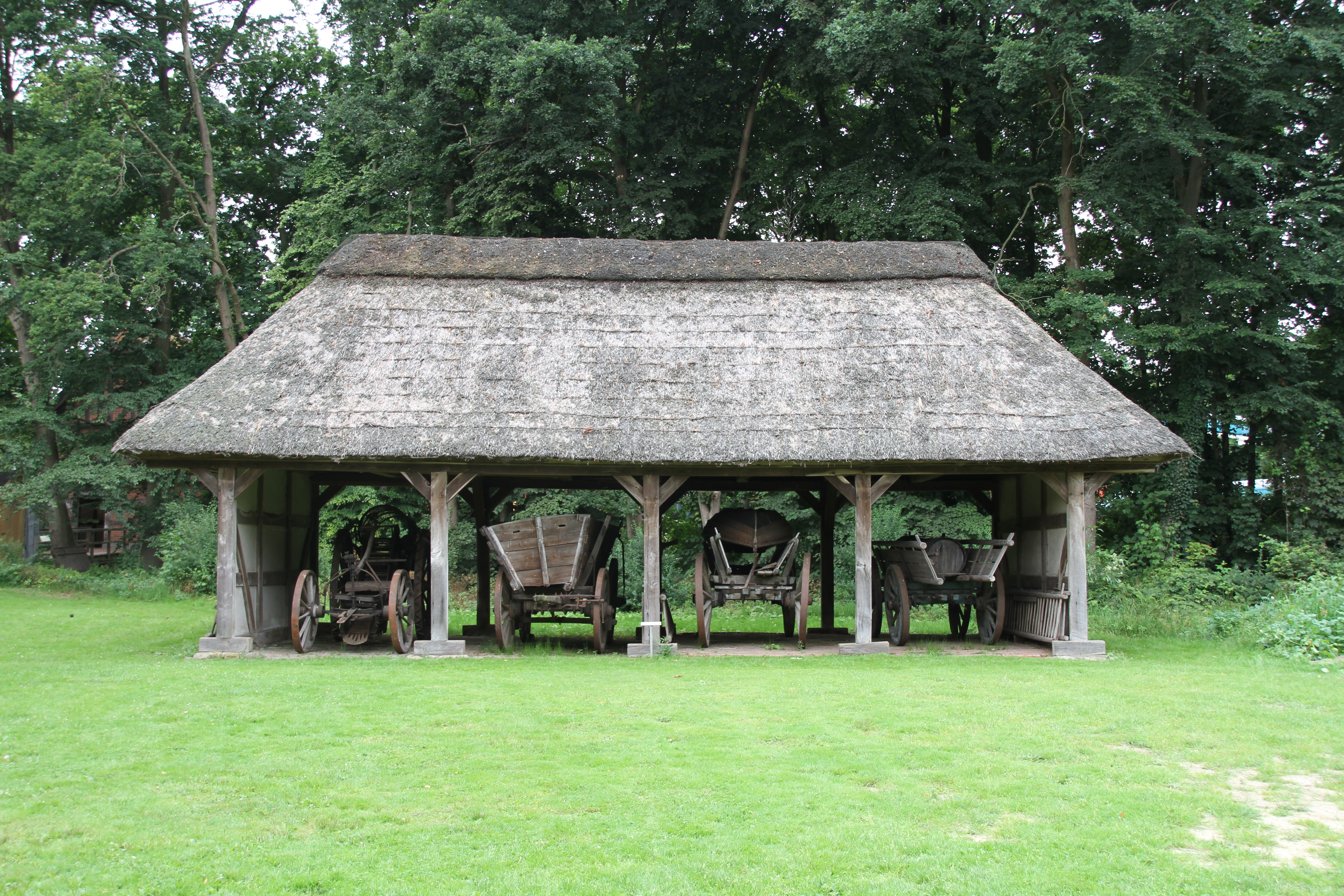
Wagenschauer
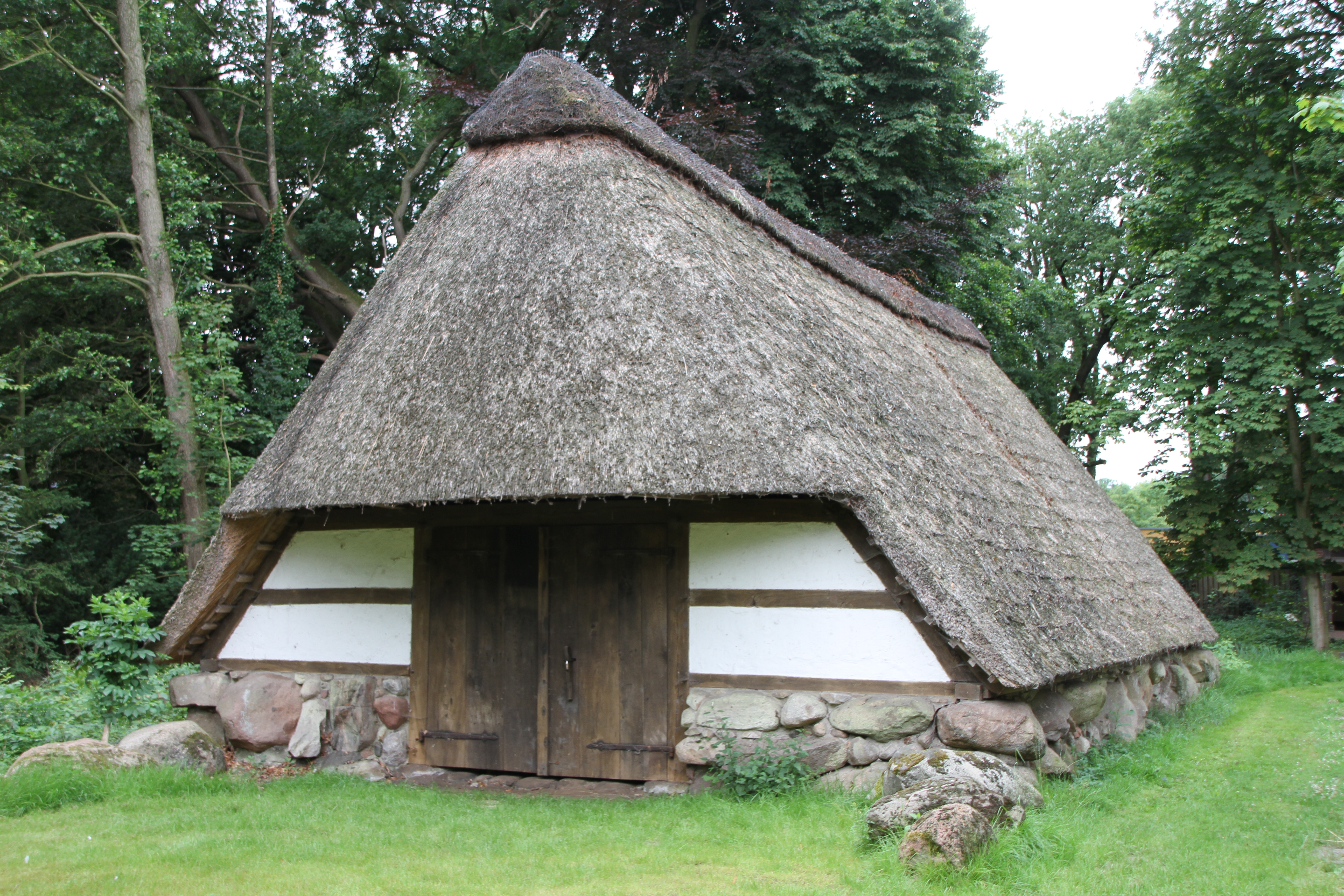
Schafstall
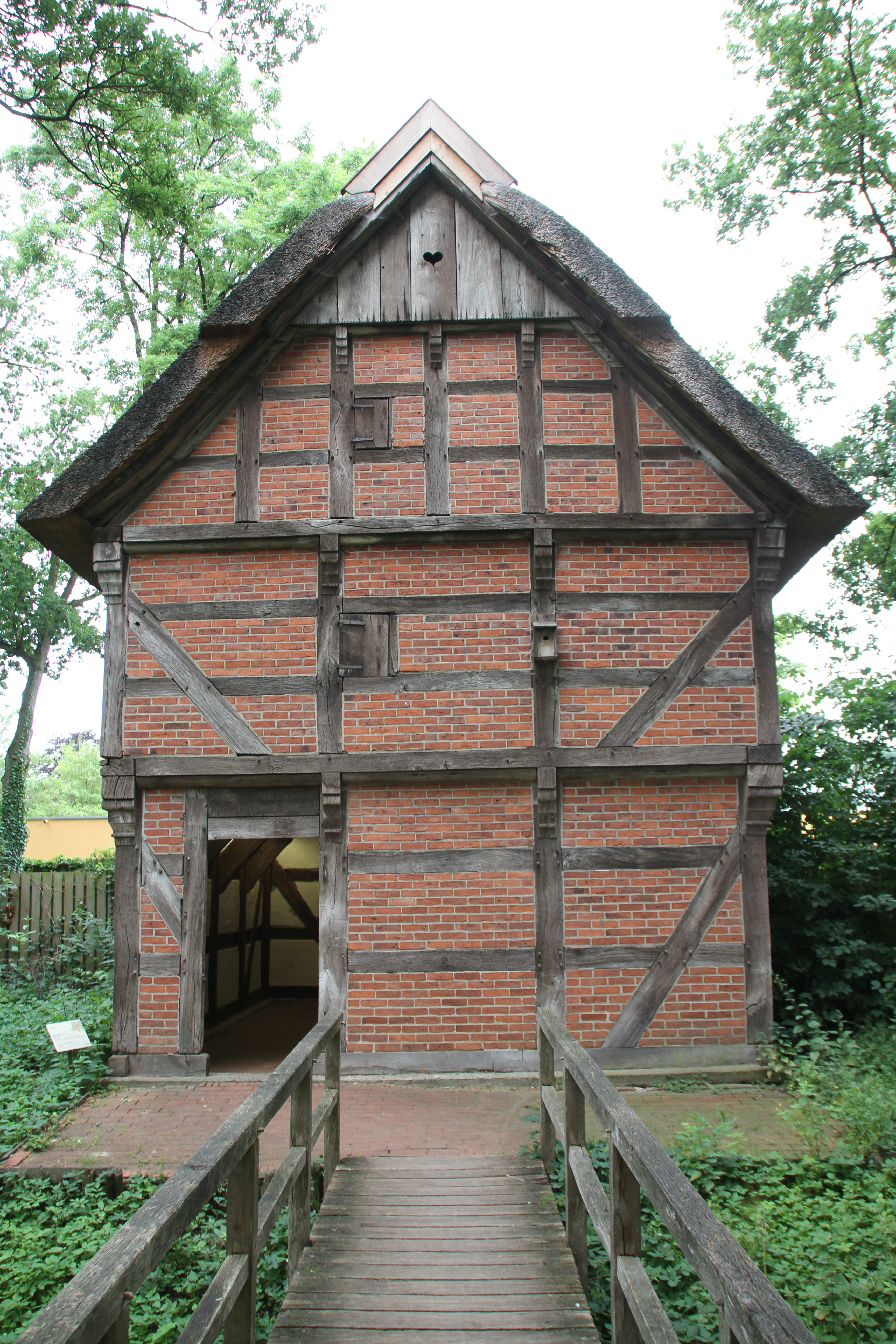
Speicher